# حمزة السعداوي
حمزة عبد الجليل السعداوي (1928-1995) مطرب مقام عراقي من مواليد مدينة كربلاء.

## سيرة
في شبابه انتقل إلى بغداد وتعرف فيها على أصحاب الشأن المقامي أمثال مجيد رشيد والسيد جميل الأعظمي، ويونس يوسف وحسن خيوكة وأحمد موسى. ولكنه تأثر كثيراً بالمطرب الكبير يوسف عمر واصبح حمزه السعداوي بالتالي مقلداً ليوسف عمر بصورة تكاد تكون متطابقة. في بداية السبعينات من القرن المنصرم افتتح الفنان حمزة السعداوي «مقهى المتحف البغدادي» في منطقة الكرخ في بغداد وجعلها مقهىً خاصاً لمحبي المقام العراقي في هذه المقهى التقى بخبير المقامات الأستاذ هاشم محمد الرجب الذي قدمه بعدئذ إلى اللجنة المقامية في الإذاعة للإختبار. نجح السعداوي في الاختبار وسجل أول مقام له وهو مقام الأوشار مع أغنية «بالحاجب ادعي بخير». في هذه المقهى غنى الكثير من قراء المقام أمثال عبد القادر النجار، وعبد الرحمن العزاوي ومحمد العاشق وفي مرات قليلة الفنان الكبير يوسف عمر. وقد شهدت هذه المقهى اولى بدايات الأستاذ الكبير والمبدع حسين إسماعيل الأعظمي حيث غنى«مقام المخالف» وذلك في يوم الجمعة المصادف 23 مارس 1973.